# الکسی پروکوروروف
الکسی پروکوروروف (روسی: Алексе́й Алексе́евич Прокуро́ров؛ ۲۵ مارس ۱۹۶۴ – ۱۰ اکتبر ۲۰۰۸) اسکی‌باز صحرانوردی اهل روسیه بود.